# 福孔皮埃尔
福孔皮埃尔（法語：Faucompierre，法語發音：[fokɔ̃pjɛʁ] ⓘ）是法国大東部大區孚日省的一个市镇，属于埃皮纳勒区。

## 地理
福孔皮埃尔（48°8'17"N, 6°40'14"E）面积2.45 平方千米，位于法国大東部大區孚日省，该省份为法国东北部内陆省份，北起默兹省和默尔特-摩泽尔省，西接上马恩省，南至上索恩省和贝尔福地区省，东临上莱茵省和下莱茵省。
与福孔皮埃尔接壤的市镇（或旧市镇、城区）包括：拉沃利讷迪乌、拉讷沃维尔-德旺莱庞日、唐东、沙蒙塔吕、多塞勒。

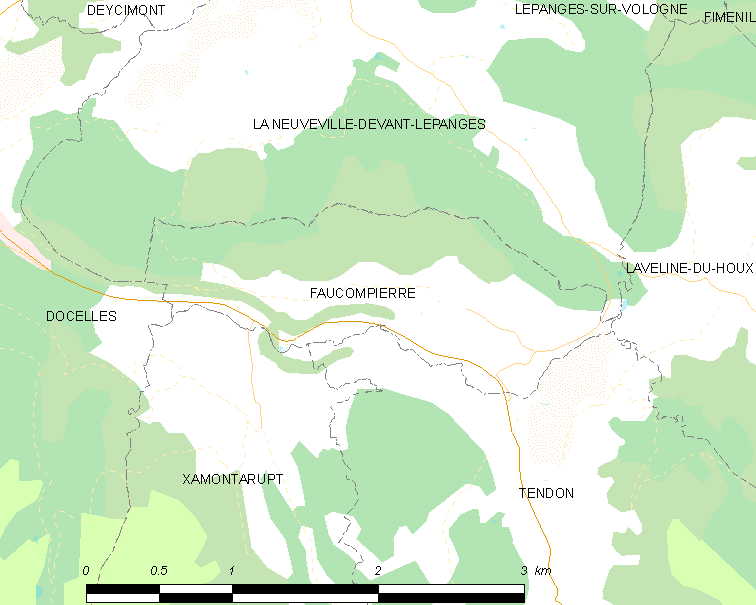
福孔皮埃尔的OSM定位图

福孔皮埃尔的时区为UTC+01:00、UTC+02:00（夏令时）。

## 行政
福孔皮埃尔的邮政编码为88460，INSEE市镇编码为88167。

## 政治
福孔皮埃尔所属的省级选区为拉布雷斯县。

## 人口

1962-2008年间福孔皮埃尔人口变化图示

福孔皮埃尔于2022年1月1日时的人口数量为227人。